# ビッグモーニング
『ビッグモーニング』（英称:Big Morning）は、1990年10月1日から1994年9月30日まで、TBSテレビ系で平日に生放送された報道・情報番組である。

## 概要
元TBSアナウンサーの生島ヒロシと、フジテレビからフリーになった寺田理恵子が総合司会を務めた。生島の降板後はフリーアナウンサーの荒川強啓が、寺田降板後はタレントの上野ゆいへと司会が替わった。
ニュースを扱う情報番組ではあるが、ワイドショーを手がけていた「社会情報局（当時）」が担当という事もあり、ワイドショーに似た制作手法をとった。スポーツから生活情報、芸能情報（「エンターテイメントニュース」と銘打った）、健康にまつわる話も取り上げる等、幅広い守備範囲が特徴。
芸能人に関しては「さん」といった敬称を使っていた（当時の後続番組『モーニングEye』・土曜に放送されていた『情熱ワイド!ブロードキャスター』・日曜に放送されていた『関口宏のサンデーモーニング』も同じ）。
第1回放送では当時プロレス引退騒動を報じられていたアントニオ猪木がゲストだった。猪木が引退を否定すると、生島は当日の1面で引退を報じた『デイリースポーツ』（東京発行版）を放り投げるというパフォーマンスを見せている。そして天気予報コーナーは当時のテレビ局舎の鉄塔の上から中継を行った。さらに、翌日の第2回放送では宿敵番組『ズームイン!!朝!』が放送されている日本テレビの前から中継を行ったが、番組名が書かれた幟まで用意して乗り込んだマイスタジオに福留功男の姿はなかった。このように、当時バラエティなどでも司会を務め活躍していた生島の個性が遺憾なく発揮され、放送期間中に生島がテレビ朝日系の裏番組『やじうまワイド』について、「『やじうま』はもう抜きました」と発言し、視聴率的には上昇傾向だった。
当番組から現在の『THE TIME,』まで行われているカスタム時刻表示が導入された。
本番組まで『ズームイン!!朝!』スタート時の日本テレビとの関係から、NNN2局（秋田放送・南海放送）が『ズームイン』の差し替え番組としてTBSの朝の生番組を放送していた。この2局は1992年9月30日までネットした。
1992年大晦日はTBS系の長時間年越し特番『39時間テレビ』の1コーナーとして、後座番組『モーニングEye』との合同コーナー『ビッグモーニングEye』を放送した。
1993年1月には、リポーター陣の1人だったTBSアナウンサー（当時）・下村健一の発案をきっかけに、テレビ番組で初めてダイヤルQ2募金「SOS100円ダイヤル」 を実施し大反響を呼ぶ。これ以降、災害時には各テレビ局でダイヤルQ2を使った募金が行われた。
1993年6月9日は、当日に行われた皇太子結婚の儀特別番組の第2部として特番用の特設スタジオから放送。
当番組のコーナー「噂のなんじゃもんじゃ」 は、小林豊の突撃取材で人気を博し、特番化もされ、その後出版化される。
1994年秋のTBS新社屋完成とともに終了した。

## 放送時間・出演者
| 期間                                                                                          | 期間       | 放送時間            | 放送時間                        | 総合司会   | 総合司会   | ニュース   | ニュース   | ニュース   | スポーツ   | スポーツ       | お天気    |
| 期間                                                                                          | 期間       | 全編                | ニュースコーナー （すべて10分） | 男性       | 女性       | 月・火     | 水         | 木・金     | キャスター | コメンテーター | お天気    |
| --------------------------------------------------------------------------------------------- | ---------- | ------------------- | ------------------------------- | ---------- | ---------- | ---------- | ---------- | ---------- | ---------- | -------------- | --------- |
| 1990.10.1                                                                                     | 1992.4.3   | 7:00 - 8:30（90分） | 8:10 - 8:20                     | 生島ヒロシ | 寺田理恵子 | 小暮裕美子 | 小暮裕美子 | 小暮裕美子 | 香川恵美子 | 出光ケイ       | 畑恵美子  |
| 1992.4.6                                                                                      | 1992.10.2  | 7:00 - 8:15（75分） | 7:55 - 8:05                     | 生島ヒロシ | 寺田理恵子 | 有村かおり | 有村かおり | 有村かおり | 岡崎潤司   | 出光ケイ       | 高橋真美  |
| 1992.10.5                                                                                     | 1992.12.30 | 7:00 - 8:15（75分） | 7:55 - 8:05                     | 生島ヒロシ | 寺田理恵子 | 柴田秀一1  | 柴田秀一1  | 近藤美矩1  | 岡崎潤司   | 出光ケイ       | 高橋真美  |
| 1993.1.4                                                                                      | 1993.3.31  | 7:00 - 8:30（90分） | 8:10 - 8:20                     | 生島ヒロシ | 寺田理恵子 | 柴田秀一1  | 柴田秀一1  | 近藤美矩1  | 岡崎潤司   | 出光ケイ       | 高橋真美  |
| 1993.4.1                                                                                      | 1993.10.1  | 7:00 - 8:30（90分） | 8:10 - 8:20                     | 荒川強啓   | 寺田理恵子 | 近藤美矩1  | 柴田秀一1  | 柴田秀一1  | 清原正博   | 出光ケイ       | 平山里美3 |
| 1993.10.4                                                                                     | 1994.3.31  | 7:00 - 8:30（90分） | 8:10 - 8:20                     | 荒川強啓   | 寺田理恵子 | 近藤美矩2  | 近藤美矩2  | 近藤美矩2  | 清原正博   | 出光ケイ       | 平山里美3 |
| 1994.4.1                                                                                      | 1994.4.29  | 7:00 - 8:30（90分） | 8:10 - 8:20                     | 荒川強啓   | 上野ゆい   | 近藤美矩2  | 近藤美矩2  | 近藤美矩2  | 清原正博   | 出光ケイ       | 平山里美3 |
| 1994.5.2                                                                                      | 1994.9.30  | 7:00 - 8:30（90分） | 8:10 - 8:20                     | 荒川強啓   | 上野ゆい   | 近藤美矩2  | 近藤美矩2  | 佐古忠彦2  | 清原正博   | 出光ケイ       | 平山里美3 |
| - 1 『JNNニュースコール』と兼務。 - 2 『あなたにオンタイム』と兼務。 - 3 現在は、平山さとみ。 |            |                     |                                 |            |            |            |            |            |            |                |           |

- 放送時間は全てJST（日本時間）。1992年4月から12月の期間は『じゃんけんキッズ』の放送に伴い、放送時間を縮小、ニュースコーナーも15分繰り上げた[注 7]。

### ニュース編集長（コメンテーター）
- 堀紘一（月曜）
- 海江田万里（火曜）
- 高野孟（水曜）
- 草野厚（木曜）
- 栗本慎一郎→吉村作治（金曜）
- 猪瀬直樹、おすぎ、岸井成格、近藤勝重、高木美也子、福島瑞穂、デーブ・スペクター、ピーター・バラカン、高見恭子、嶌信彦など

### リポーター
- 畑恵美子（現姓・戸田。当時TBSアナウンサー）
- 下村健一（当時TBSアナウンサー、生島・荒川が夏休みの時は司会を担当）
- 小林豊（当時TBSアナウンサー。後期の水曜日「THE MONEY」、金曜日「噂のなんじゃもんじゃ」担当）
- 角熊ゆきえ（金曜日『9ワードチェック』担当）[注 8]
- 稲川淳二（水曜日『爆笑Aリーグ』担当）
- 木之内美穂
- 吹田明日香
- 草薙厚子
- 阿部祐二 - 1994年に、当番組からリポーター[注 9] へ転向した。

ほか

### ナレーター
- 吉田智恵

## 番組に関わった構成作家
筏井正樹

## 放映ネット局
系列は当時の系列。
| 放送対象地域  | 放送局                  | 系列           | 備考                                                      |
| ------------- | ----------------------- | -------------- | --------------------------------------------------------- |
| 関東広域圏    | 東京放送(TBS)           | TBS系列        | 制作局 現：TBSテレビ                                      |
| 北海道        | 北海道放送(HBC)         | TBS系列        | ネット局で唯一、7時台の一部をローカル枠に差し替えていた。 |
| 青森県        | 青森テレビ(ATV)         | TBS系列        |                                                           |
| 岩手県        | 岩手放送(IBC)           | TBS系列        | 現：IBC岩手放送                                           |
| 宮城県        | 東北放送(TBC)           | TBS系列        |                                                           |
| 秋田県        | 秋田放送(ABS)           | 日本テレビ系列 | 1992年9月30日まで                                         |
| 山形県        | テレビユー山形(TUY)     | TBS系列        |                                                           |
| 福島県        | テレビユー福島(TUF)     | TBS系列        |                                                           |
| 山梨県        | テレビ山梨(UTY)         | TBS系列        |                                                           |
| 新潟県        | 新潟放送(BSN)           | TBS系列        |                                                           |
| 長野県        | 信越放送(SBC)           | TBS系列        |                                                           |
| 静岡県        | 静岡放送(SBS)           | TBS系列        |                                                           |
| 富山県        | チューリップテレビ(TUT) | TBS系列        |                                                           |
| 石川県        | 北陸放送(MRO)           | TBS系列        |                                                           |
| 中京広域圏    | 中部日本放送(CBC)       | TBS系列        | 現：CBCテレビ                                             |
| 近畿広域圏    | 毎日放送(MBS)           | TBS系列        |                                                           |
| 島根県 鳥取県 | 山陰放送(BSS)           | TBS系列        |                                                           |
| 岡山県 香川県 | 山陽放送(RSK)           | TBS系列        | 現・RSK山陽放送                                           |
| 広島県        | 中国放送(RCC)           | TBS系列        |                                                           |
| 山口県        | テレビ山口(TYS)         | TBS系列        |                                                           |
| 愛媛県        | 南海放送(RNB)           | 日本テレビ系列 | 1992年9月30日まで                                         |
| 愛媛県        | あいテレビ(ITV)         | TBS系列        | 1992年10月1日開局から                                     |
| 高知県        | テレビ高知(KUTV)        | TBS系列        |                                                           |
| 福岡県        | RKB毎日放送(RKB)        | TBS系列        |                                                           |
| 長崎県        | 長崎放送(NBC)           | TBS系列        |                                                           |
| 熊本県        | 熊本放送(RKK)           | TBS系列        |                                                           |
| 大分県        | 大分放送(OBS)           | TBS系列        |                                                           |
| 宮崎県        | 宮崎放送(MRT)           | TBS系列        |                                                           |
| 鹿児島県      | 南日本放送(MBC)         | TBS系列        |                                                           |
| 沖縄県        | 琉球放送(RBC)           | TBS系列        |                                                           |

## 中継リポーター
名字・肩書は番組終了時のもの
- 東京放送：畑恵美子→吉田名保美→高橋真美
- 北海道放送：鎌田強→渡辺陽子
- 青森テレビ：遠田恵子
- 岩手放送：菊池幸見→玉井明子
- 東北放送：藤沢智子
- 秋田放送（1992年9月30日まで）：佐藤美知子
- テレビユー山形：家坂文子、松田明子
- テレビユー福島：林久美子→長瀬佳美
- テレビ山梨：江守美加子、岡田浩一
- 新潟放送：渡辺菜穂子
- 信越放送：小宮山光子、藤森さつき
- 静岡放送：鈴木如巳→橋本奈都江
- チューリップテレビ：市山浩子
- 北陸放送：長田哲也
- 中部日本放送：熊谷章洋、鷲塚美知代→河野夏紀
- 毎日放送：高井美紀→石田敦子
- 山陰放送：谷口篤史→和田季子
- 山陽放送：柴床伴子
- 中国放送：本名正憲
- テレビ山口：淵上恵子（温泉中継の時は横溝洋一郎）
- 南海放送（1992年9月30日まで）：山下泰則[注 12] ⇒ あいテレビ（1992年10月1日開局から） 平繁かなえ
- テレビ高知：和田敦子
- RKB毎日放送：坂口卓司、大村由紀子
- 長崎放送：松原桂子→久保田みどり
- 熊本放送：福島絵美
- 大分放送：佐藤由美、松井督治→鹿島信治
- 宮崎放送：浜下真奈美
- 南日本放送：采野吉洋
- 琉球放送：箕田和男、三輪真佐子

## テーマ曲
| 期間      | 期間      | テーマ曲                 | 歌手     |
| --------- | --------- | ------------------------ | -------- |
| 1990.10.1 | 1993.6.11 | 「モーニング・シャイン」 | 山下達郎 |
| 1993.6.14 | 1994.9.30 | 「鳴かないでHERON」      | 山下達郎 |